# Sleeping with You
Sleeping with You è una canzone del gruppo musicale statunitense FireHouse, estratta come terzo e ultimo singolo dal loro secondo album Hold Your Fire nel dicembre 1992. Ha raggiunto la posizione numero 78 della Billboard Hot 100 negli Stati Uniti. Il videoclip utilizza una versione acustica del brano, a differenza della versione elettrica contenuta nell'album.

## Tracce
1. Sleeping with You (versione acustica) – 3:28
2. Sleeping with You (versione album) – 3:51

## Classifiche
| Classifica (1993) | Posizione massima |
| ----------------- | ----------------- |
| Stati Uniti       | 78                |